# Чиленто
Чиленто (Cilento) — самая южная часть Кампании, к югу от Салерно, где используется чилентский диалект неаполитанского языка. Топоним происходит от латинского «cis Alentum», что означает «по эту сторону от реки Аленто».  Ограничена с запада Тирренским морем. На восток простирается до долины Диано и гор Альбурни. Крупнейший город и порт — Агрополи.
Побережье Чиленто популярно среди туристов. Почти вся территория находится под охраной государства как национальный парк Чиленто. В 1998 году национальный парк с останками древнегреческих полисов Пестум и Элея, а также картузианским монастырём в Падуле был объявлен ЮНЕСКО памятником Всемирного наследия.
В конце XX века предполагалось выделить Чиленто из провинции Салерно в отдельную провинцию, однако решение так и не было принято. Тем не менее в 1989 году местные виноградники альянико были объявлены самостоятельным DOC.

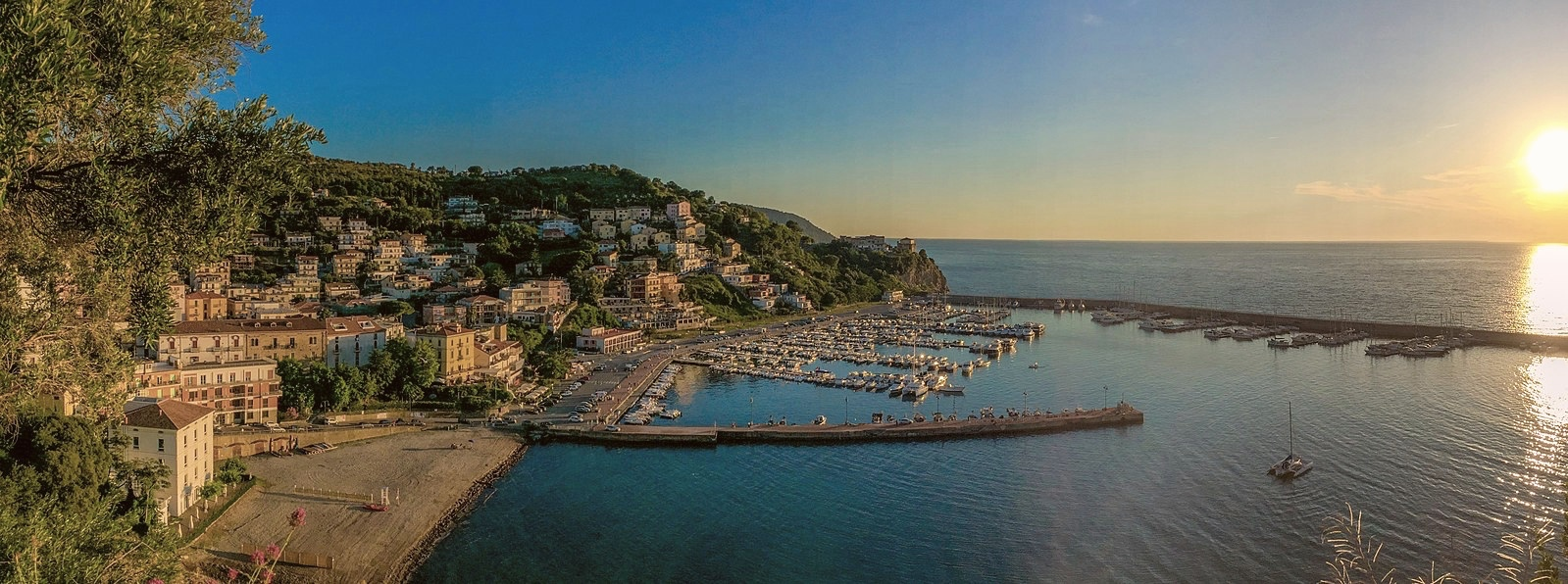
Панорама Агрополи
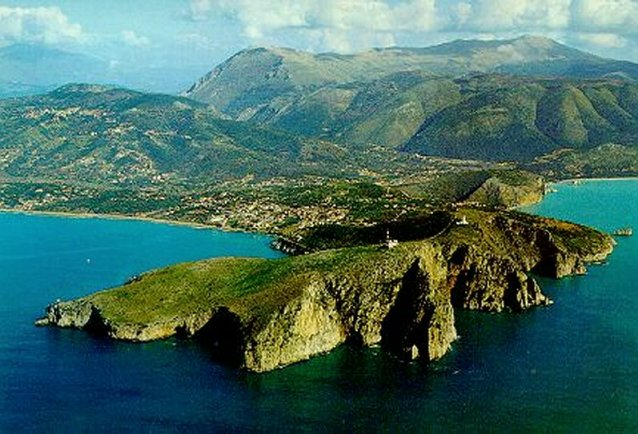
Мыс Палинуро
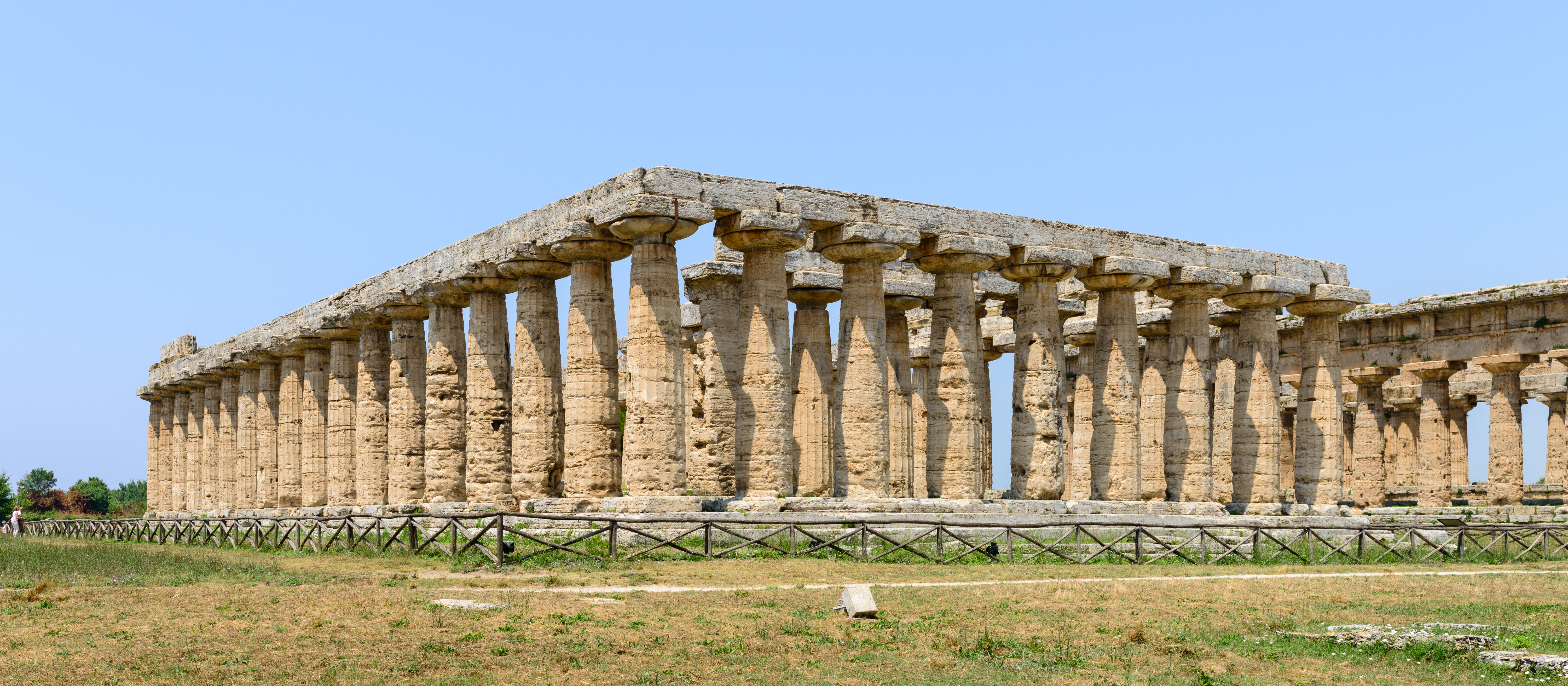
Первый храм Геры в Пестуме
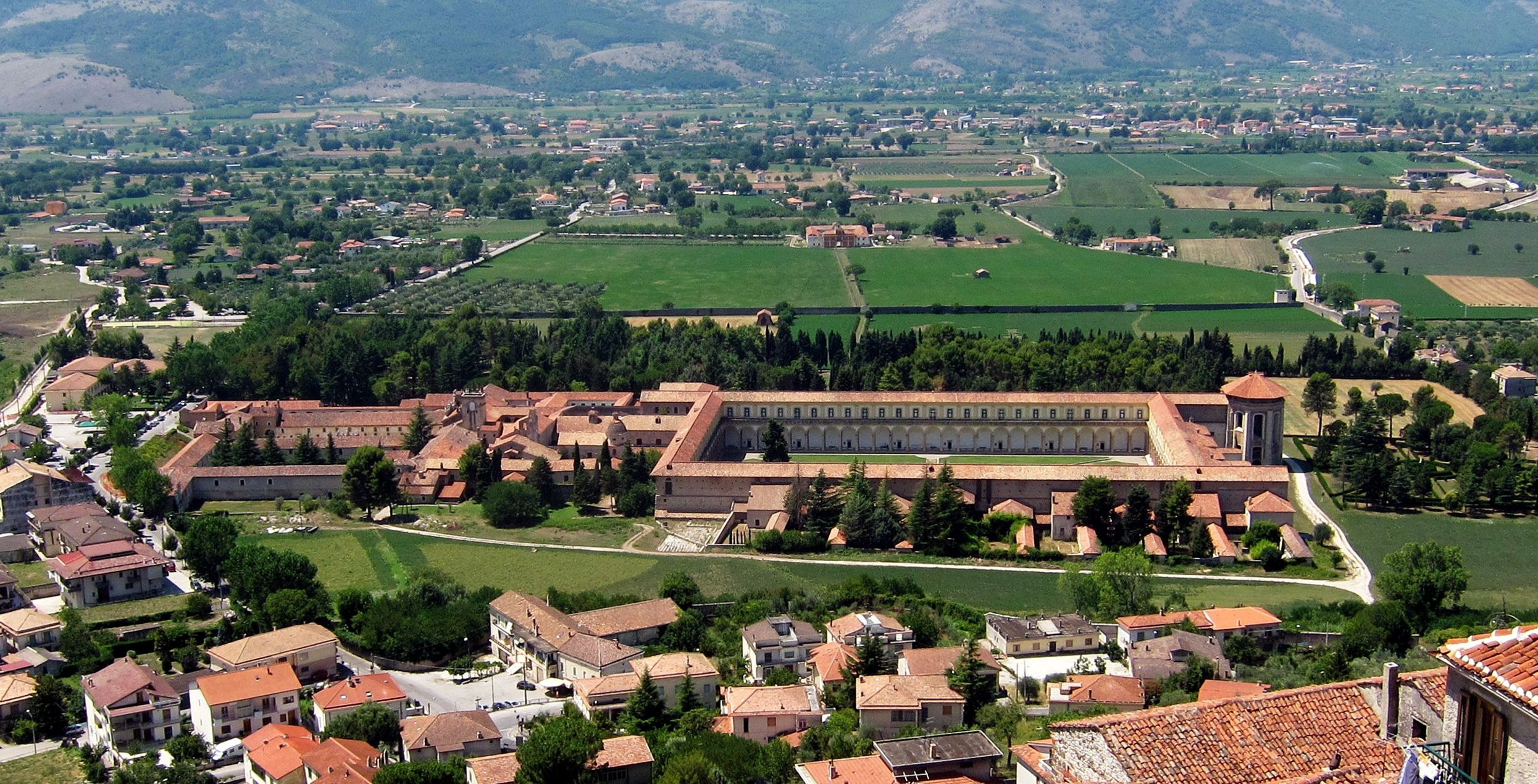
Монастырь в Падуле[англ.]
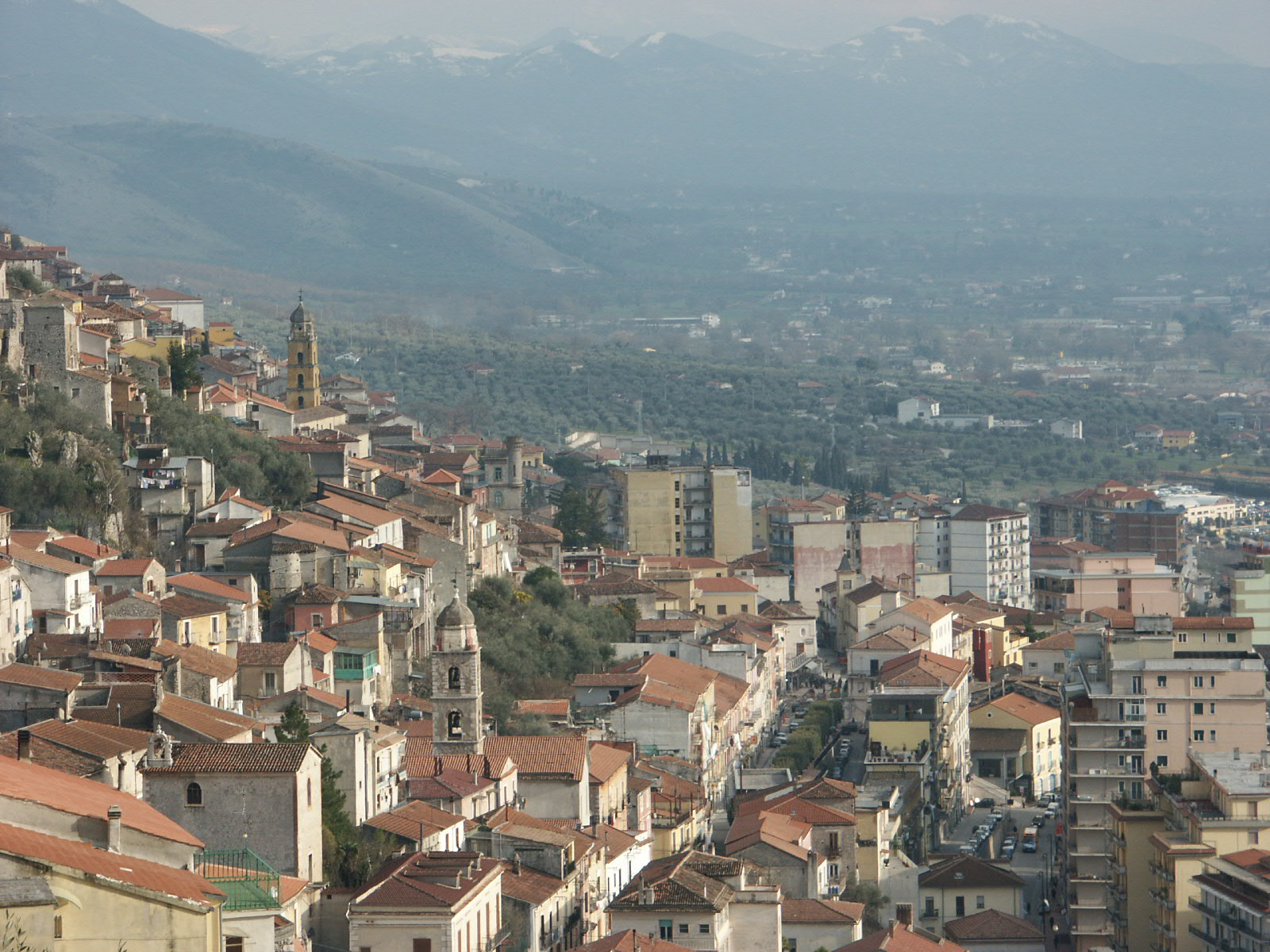
Сала-Консилина в долине Диано